# KFC Molenzonen Hallaar
KFC Molenzonen Hallaar is een Belgische amateurploeg uit Hallaar in de gemeente Heist-op-den-Berg.
De club is aangesloten bij de KBVB met stamnummer 2982 en heeft als clubkleuren groen en rood. De eerste ploeg speelt in de derde provinciale Antwerpen.

## Geschiedenis
In 1940, tijdens de Tweede Wereldoorlog, waren er heel wat werklozen in Heist-op-den-Berg. Om de verveling tegen te gaan werden er amateuristische sportploegen in het leven geroepen. Zo verzamelden in de Molenstraat jonge mannen in het reparatiehok van een fietsenzaak. Daar kregen ze het idee om een voetbalploeg op te richten. In 1941 sloot de club zich aan bij de KBVB onder de naam 'Football Club Molenzonen'. Hier hebben ze hun stamnummer gekregen en hebben ze de clubkleuren gekozen. Ondertussen was er reeds druk gezocht naar een geschikt terrein, dat werd gevonden op de hoek van de huidige Neerweg en de Onze Lieve Vrouwestraat in Hallaar. Voor kleedkamers en een kantine was er plaats noch geld. Men ging bij de buren aankloppen, om zich daar om te kleden en te wassen.
Na het spelen van een aantal vriendenmatchen, trad FC Molenzonen in het eerste seizoen 1941/42 aan in derde provinciale Antwerpen. Bij het begin van het seizoen 1946/47 werden de huidige tereinen in gebruik genomen op Spekstraat 28 te Hallaar. Bovendien was de ploeg versterkt met een aantal talentvolle spelers uit de ruimere regio. Dit leidde tot de kampioenstitel en de bijhorende promotie naar 2de provinciale Antwerpen. Sindsdien degradeerde en promoveerde de club een aantal keren en werd er dus steeds in 3e of 2e provinciale Antwerpen gespeeld.
Begin jaren '60 werd er met de jeugdwerking gestart en eind jaren '60 hadden ze zelfs gedurende enkele seizoenen een damesploeg. Om vooral de Hallaarse jeugd en supporters aan te trekken, besloot het bestuur de oorspronkelijke naam aan te passen. Vanaf 1988 werd de benaming 'Football Club Molenzonen Hallaar' gebruikt. Aangezien er ondertussen door de KBVB een 4de provinciale geïntroduceerd werd, speelden ze vanaf toen ofwel in 3de of 4de provinciale Antwerpen. Een paar jaar later werd naar aanleiding van het 50-jarig bestaan van de club de titel 'Koninklijk' toegevoegd aan de clubnaam.
Naast de zorg voor het 1ste elftal werd er ondertussen ook veel energie gestoken in de jeugdwerking. Dankzij het vele vrijwilligerswerk en talrijke huisbezoeken steeg het aantal jeugdspelers gestaag. De club groeide en bleef groeien, niet alleen in spelersaantallen, maar ook in kwaliteit. Zo werd - na een audit voor regionaal voetbal - de club in 2010 bekroond tot beste regionale club van Vlaanderen. Dit werd extra in de verf gezet door in het seizoen 2010/11 kampioen te spelen met 4 verschillende jeugdploegen. Als gevolg werd er tussen 2012 tot 2014 een samenwerking met Lierse en Berlaar opgezet voor provenciaal voetbal. Na een tweede audit - nu voor provinciaal voetbal - bieden ze sinds het seizoen 2014/15 provenciaal voetbal aan onder hun eigen label.
Op het einde van het seizoen 2014/15 kregen ze te horen dat de velden waarop ze spelen, door de eigenaar - het OCMW van Lier - verkocht zouden worden. RED KFCM werd opgericht, met als doel ervoor te zorgen dat ze nog vele jaren in Hallaar kunnen voetballen. Vele initiatieven werden opgezet om dit doel trachten te verwezenlijken. De jaren nadien bleven ze, samen met de gemeente en andere belanghebbenden, verschillende pistes onderzoeken.
Ondertussen kregen ze nog een andere tegenslag te verwerken. De coronapandemie zorgde ervoor dat ze een hele tijd niet mochten voetballen. Nadien kon het weer onder bepaalde voorwaarden. De club liep hierdoor toch wel wat inkomsten mis. Nog tijdens deze corona-periode mochten ze hun 80-jarig bestaan vieren. Omdat feesten toen niet mocht, brachten ze twee bieren uit met referentie naar de clubkleuren: de Molenzonen Groen en de Molenzonen Rood.
Tot slot kregen ze ook vanuit Voetbal Vlaanderen extra obstakels te verwerken. De voorwaarden om als club provinciaal voetbal aan te bieden, werden alsmaar strenger. Zo zouden ze een scouting-cel moeten oprichten en onder andere diepgaande wedstrijd analyses moeten uitvoeren. Deze voorwaarden zorgden voor de beslissing om in 2021 uit het provinciaal voetbal te stappen.
Hun blijvende ambitie om een oplossing te zoeken voor hun terreinen, kreeg in 2023 een positieve wending. Zo werd er een constructie uitgewerkt waarbij de gemeente hun velden heeft kunnen aankopen.